# Anxo Lorenzo
Anxo Lorenzo (Moaña, 28 de diciembre de 1974) es un músico multiinstrumentista orginario de la comarca del Morrazo en la provincia gallega de Pontevedra, en el noroeste de España. 

## Biografía
Comienza a tocar la flauta con tan solo 5 años y la gaita a los seis. Con ocho años ingresa en el Conservatorio Superior de Música de Vigo donde recibe clases de solfeo, armonía, piano y flauta barroca y gaita con Carlos Nuñez Muñoz, obteniendo buenas calificaciones. También asiste a cursos de gaita con Antón Corral, Patrick Molard o Fred Morrison. Durante cinco años asiste al Taller de Instrumentos Populares Gallegos de la Universidad Popular de Vigo, bajo la dirección de Antón Corral.
Desde los doce años colabora con grupos de música tradicional de Galicia como Xarabal, Duos Pontes, Semente Nova o Lembranzas Galegas, con los que realiza trabajos de investigación y recogida de música tradicional así como grabaciones, conciertos y giras por España, Francia, Estados Unidos, Inglaterra e Irlanda.
Como solista y compositor ha subido a los escenarios de los más importantes festivales del mundo celta como el Festival Intercéltico de Lorient, el Festival do Mundo Celta de Ortigueira, el Festival Intercéltico do Morrazo y el Folkherbst de Alemania o el William Kennedy Internacional Festival Piping y ha realizado giras por distintos países europeos y americanos.
Ha recibido varios galardones del mundo de la gaita. Quedó segundo en 1995 en el premio Macallan del Festival Intercéltico de Lorient. Aunque empató en el primer puesto con Edelmiro Fernández y Jorge Fernández Areces, se proclamó ganador a este último por ser el más joven. Ganó el premio del prestigioso festival Folkherbst, el festival más importante de Alemania de música de raíz.

## Colaboraciones con artistas
Además de su vertiente tradicional, artistas de los más variados estilos han solicitado su colaboración como Mónica Molina, Ska-P, Chambao, Poncho Ka, Los Feliz, Amistades Peligrosas, Kathryn Tickell o Rory Campbell, logrando una fusión natural de la gaita gallega con el pop, el rock y la música electrónica.
También se destaca su trabajo con Lúnasa, Michael McGoldrick, The Chieftains, Daimh, The National Jazz Orchestra, LuigiLai, Diarmaid Moynihan, Brian Finnegan, Xarabal, Om/Off, Tejedor, Angus Mackenzie, Iain MacDonald, Germán Díaz y Celtas Cortos.

## Spiritu 986
Junto con Pedro González y Carlos Mariño formó el grupo Spiritu 986 cuyo primer disco salió al mercado en 2000, "La Sombra del Lobo" consiguiendo la unánime alabanza de la crítica por la perfecta fusión entre tradición y modernidad, uniendo el sonido de la gaita más ancestral con la más vanguardista producción musical a través de la más moderna tecnología.

## Tirán

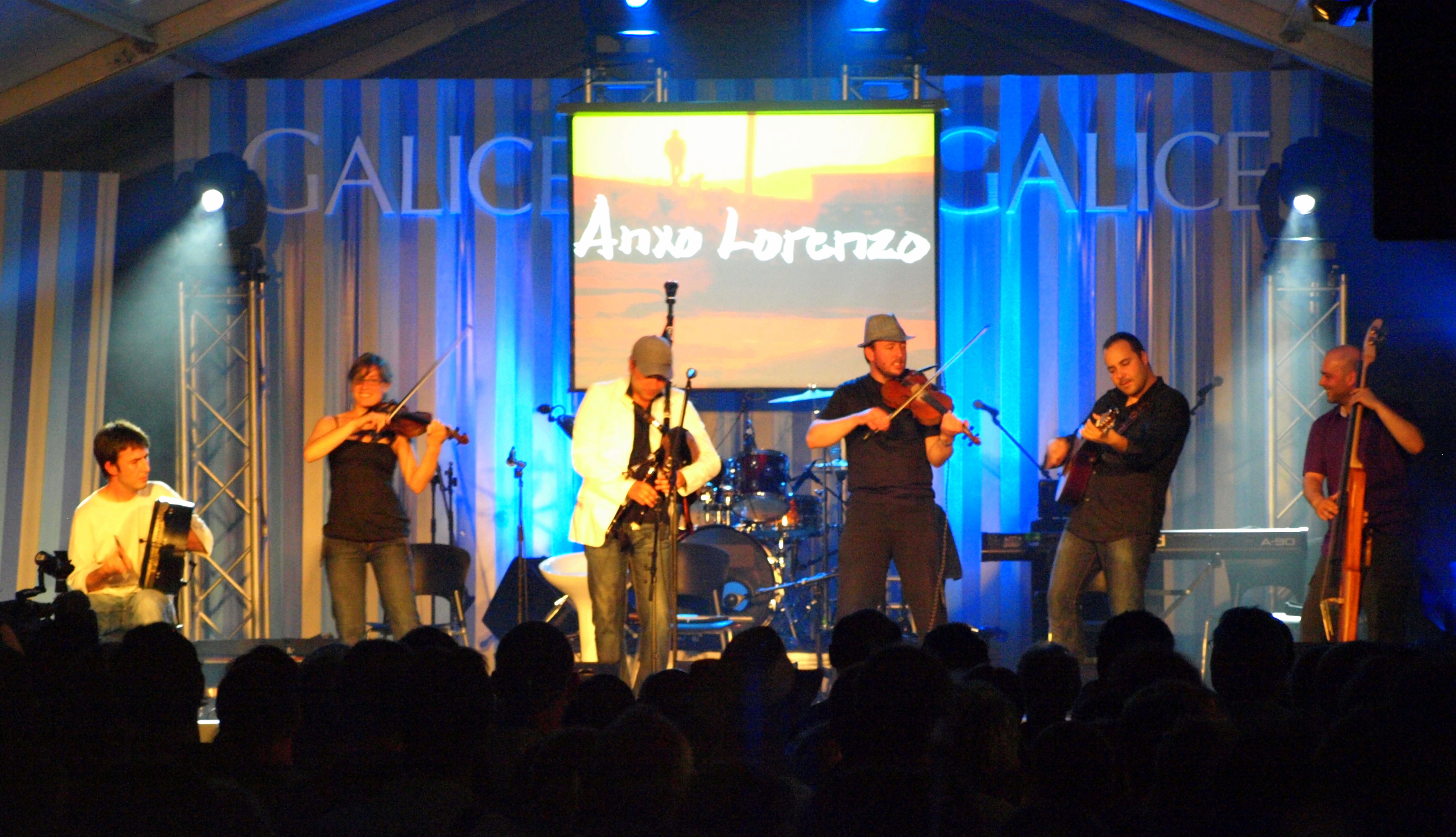
Anxo Lorenzo y su banda musical en el Festival Intercéltico de Lorient (Francia).

En este trabajo de 2010 llamado Tirán, cuenta con Xosé Liz al bouzouki, el portugués Luis Peixoto con mandolina, cavaquinho y percusiones, Begoña Riobó al violín, Álvaro Iglesias al contrabajo y el violinista irlandés Eoghan Neff. 
Anxo Lorenzo, de la mano del gran productor Pedro González,  demuestra que la gaita tradicional también es un instrumento vanguardista y se puede fusionar con el pop, rock, chill out y música hindú, entre otros estilos, siempre sin olvidarse de sus raíces atlánticas.

## Confuxon
El álbum Confuxon (2014) es un himno a la libertad, donde las posibilidades de la gaita, una vez más no tienen límites en las manos de Anxo Lorenzo. Un trabajo de experimentación musical con los instrumentos acústicos y una fantástica producción donde las melodías interpretadas extraordinariamente por la gaita y el violín son clave para crear un sonido único y nuevo en el panorama Folk internacional.
Un viaje por los países celtas con Anxo Lorenzo, Eoghan Neff y Xosé Liz, grandes músicos de reconocido prestigio internacional que siempre sorprenden. 
Este disco va acompañado de un trabajo audiovisual en dos versiones de distinta duración. Dirigido por el artista Juan Salgueiro y grabado por Jacobo Gayo. Consta de tres partes. La primera está rodada en la playa de O Con, en Tirán, una parroquia perteneciente al ayuntamiento de Moaña, en la provincia de Pontevedra, Galicia (España) y refleja un mundo real con escenas protagonizadas por la modelo Laura Martínez. La segunda parte refleja un mundo onírico con los tres músicos como protagonistas. La última parte es una introducción de los músicos en el mundo del popular juego en línea Minecraft, que cuenta con más de 50 millones de usuarios. Así, en el videoclip que ya está colgado en la red, participan los avatares de más de 300 usuarios de todo el mundo que se prestaron a colaborar a través del videojuego.
| #  | Canciones de Confuxon     | Tipo de álbum | Lanzamiento |
| -- | ------------------------- | ------------- | ----------- |
| 1. | "Macalambique"            | Estudio       | 2014        |
| 2. | "Confuxon"                | Estudio       | 2014        |
| 3. | "L'Orient Express"        | Estudio       | 2014        |
| 4. | "Tríonia en Gran Bretaña" | Estudio       | 2014        |
| 5. | "Crop Circles"            | Estudio       | 2014        |
| 6. | "Ile Flottante"           | Estudio       | 2014        |

## Entrevista
Televisión de Galicia (España), «Anxo Lorenzo presenta o seu último traballo, 'ConFuxón'» (en gallego)